# Jean-Marc Nattier

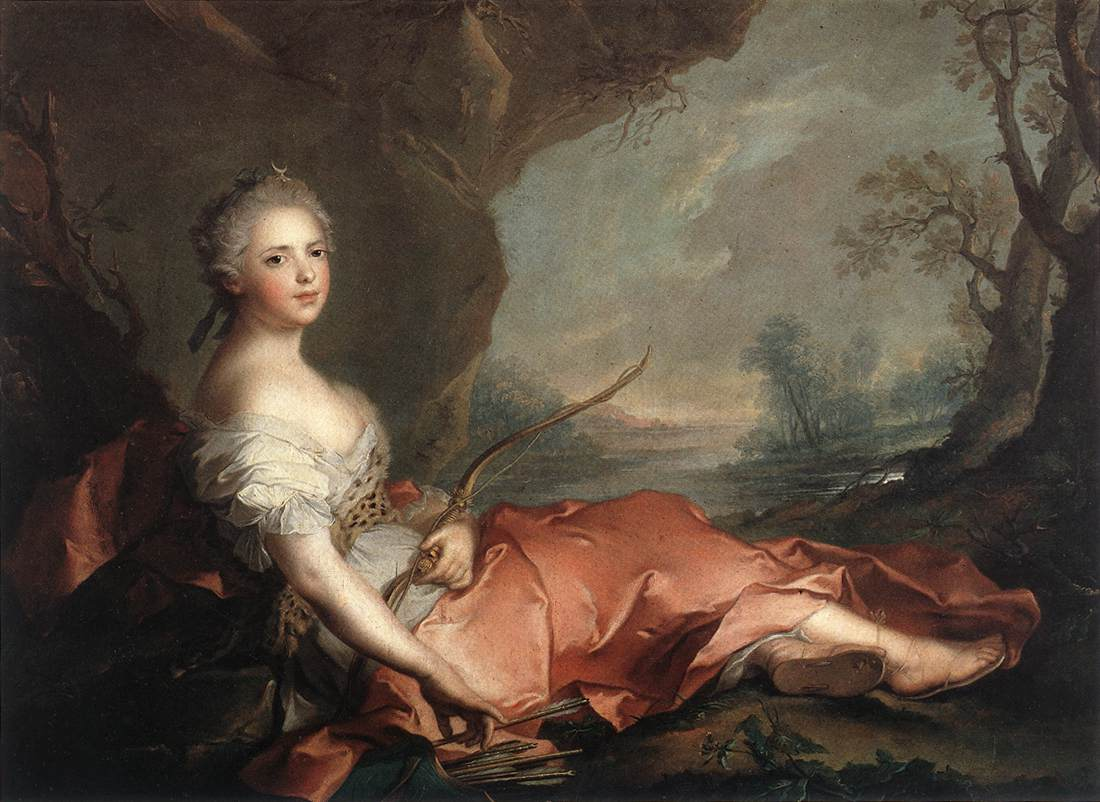
Jean-Marc Nattier - "Marie Adelaide av Frankrike som Diana" (1745). Galleria degli Uffizi, Florens.

Jean-Marc Nattier, född 17 mars 1685 i Paris, död 7 november 1766 i Paris, fransk rokokomålare av porträtt och historiska motiv.

## Biografi
Jean-Marc var andra sonen till porträttmålaren Marc Nattier (1642-1705) och miniatyrmålaren Marie Courtois (1655-1703). Som ung fick han lektioner av sin far och sin gudfader, målaren Jean Jouvenet.
Nattier var elev vid Académie Royale och avtecknade i och för gravering Rubens' Maria de Medici-svit i Luxembourgpalatset. 1716 for han till Amsterdam, där han porträtterade Peter I och kejsarinnan Katarina samt en tavla över slaget vid Poltava. Återkommen till Paris, invaldes han konstakademin 1718, och blev senare professor där.
Hans inträdesprov, en historisk tavla med antikt motiv finns i Tourns museum. Nattier ruinerades genom Lawska kraschen, men som sin tids store porträttör och eftersökte modemålare hade han dock stora inkomster. Han blev Ludvig XV:s hovmålare och utställde regelbundet på Salongen 1737-63. Hans bästa porträtt föreställer unga damer, vanligen som allegoriskt mytologiska figurer och starkt förskönade. Nattiers konst är ofta manierad och teatralisk, vilket Denis Diderot starkt klandrade, men den är också graciös och spirituell.
Nattiers tavlor återfinns på Eremitaget i Sankt Petersburg, Louvren, Versailles, Wallace Collection i London och Condémuseet i Chantilly.
Nattier blev framför allt känd för sina känsliga porträtt av unga kvinnor och för att ha skapat ett mode med klassiska bakgrunder i porträtten. I egenskap av porträttmålare på modet målade han medlemmar ur de franska och ryska kungafamiljerna. Hans målningar har ett känsligt och bräckligt uttryck, med en förkärlek för blåaktiga färgtoner.
Nattier var en mästare på att återge glansen i olika typer av klädstoffer.
Äldre brodern, Jean-Baptiste Nattier (f. 1678, självmord 1726), var också han målare.